# Episodi di Hamster & Gretel (seconda stagione)
La seconda stagione della serie animata Hamster & Gretel viene confermata il 13 gennaio 2023 al padiglione delle novità di Disney TVA. La serie viene trasmessa negli Stati Uniti su Disney Channel a partire dal 14 settembre 2024. in Italia viene distribuita dal 2025 su Disney+.
| nº | Titolo originale                         | Titolo italiano | Prima TV USA      | Prima TV Italia |
| -- | ---------------------------------------- | --------------- | ----------------- | --------------- |
| 1  | Hakuna Ma Kevin                          |                 | 14 settembre 2024 | 2025            |
| 1  | The Great American Telenovela            |                 | 14 settembre 2024 | 2025            |
| 2  | Lair Necessities                         |                 | 14 settembre 2024 | 2025            |
| 2  | Tobor or Not Tobor                       |                 | 14 settembre 2024 | 2025            |
| 3  | Evil Upheaval                            |                 | 21 settembre 2024 | 2025            |
| 3  | Ay, Ay, A.I.                             |                 | 21 settembre 2024 | 2025            |
| 4  | Stress Brawl                             |                 | 21 settembre 2024 | 2025            |
| 4  | I Love Luchie                            |                 | 21 settembre 2024 | 2025            |
| 5  | The More The Meteor                      |                 | 28 settembre 2024 | 2025            |
| 5  | My Hammie Vice                           |                 | 28 settembre 2024 | 2025            |
| 6  | Last Fred Standing                       |                 | 28 settembre 2024 | 2025            |
| 6  | From Dust Till Dawn                      |                 | 28 settembre 2024 | 2025            |
| 7  | I Think, Therefore I Slam                |                 | 5 ottobre 2024    | 2025            |
| 7  | Thanks, But No Pranks                    |                 | 5 ottobre 2024    | 2025            |
| 8  | The Silence of the Tchotchkes            |                 | 5 ottobre 2024    | 2025            |
| 8  | A Car is Born                            |                 | 5 ottobre 2024    | 2025            |
| 9  | Who's in Charge?                         |                 | 12 ottobre 2024   | 2025            |
| 9  | Fools of Engagement                      |                 | 12 ottobre 2024   | 2025            |
| 10 | The New Adventures of Super Kevin        |                 | 12 ottobre 2024   | 2025            |
| 11 | The Search for Super Guy                 |                 | 19 ottobre 2024   | 2025            |
| 11 | Lorraine, Rattle, and Roll               |                 | 19 ottobre 2024   | 2025            |
| 12 | Last Train to Dullsville                 |                 | 12 gennaio 2025   | 2025            |
| 12 | Fred of State                            |                 | 12 gennaio 2025   | 2025            |
| 13 | Hamster Ex Machina                       |                 | 19 gennaio 2025   | 2025            |
| 13 | Awkwardly Ever After                     |                 | 19 gennaio 2025   | 2025            |
| 14 | Paging Doctor Potatini                   |                 | 26 gennaio 2025   | 2025            |
| 14 | Snazzy Pantzz                            |                 | 26 gennaio 2025   | 2025            |
| 15 | Gentlemen Prefer Fronds                  |                 | 2 febbraio 2025   | 2025            |
| 15 | Sock It To Me, Bailey!                   |                 | 2 febbraio 2025   | 2025            |
| 16 | No Powers Day                            |                 | 16 marzo 2025     | 2025            |
| 16 | Everybody Loves Main Computer            |                 | 16 marzo 2025     | 2025            |
| 17 | Gretel Keeps It Reel                     |                 | 23 marzo 2025     | 2025            |
| 17 | Squeaky Friday                           |                 | 23 marzo 2025     | 2025            |
| 18 | Gran Slam                                |                 | 30 marzo 2025     | 2025            |
| 18 | The Art of Deception                     |                 | 30 marzo 2025     | 2025            |
| 19 | Miss Direct                              |                 |                   | 2025            |
| 19 | Trading Faces                            |                 |                   | 2025            |
| 20 | Who's Afraid of Mordros the Annihilator? |                 |                   | 2025            |